# Усть-Каменка (Промишленнівський округ)
Усть-Ка́менка (рос. Усть-Каменка) — присілок у складі Промишленнівського округу Кемеровської області, Росія.

## Населення
Населення — 485 осіб (2010; 437 у 2002).
Національний склад (станом на 2002 рік):
- росіяни — 94 %